# Gonocephalus grandis
Gonocephalus grandis är en ödleart som beskrevs av  Gray 1845. Gonocephalus grandis ingår i släktet Gonocephalus och familjen agamer. IUCN kategoriserar arten globalt som livskraftig. Inga underarter finns listade i Catalogue of Life.